# Peristeri Basketball Club 2023-2024
Questa voce raccoglie le informazioni riguardanti il Peristeri B.C. nelle competizioni ufficiali della stagione 2023-2024.

## Stagione
La stagione 2023-2024 del Peristeri Basketball Club è la 28ª nel massimo campionato greco di pallacanestro, la Basket League.

## Roster
Aggiornato al 17 aprile 2024.
| Peristeri bwin 2023-24 | Peristeri bwin 2023-24 |
| Giocatori              | Staff tecnico          |
| ---------------------- | ---------------------- |

| N. | Naz.                                  | Ruolo | Nome                   | Anno | Alt.   | Peso   |  |
| -- | ------------------------------------- | ----- | ---------------------- | ---- | ------ | ------ |  |
| 0  | Canada (bandiera) · Grecia (bandiera) | P     | Elijah Mitrou-Long     | 1996 | 186 cm | 84 kg  |  |
| 1  | Stati Uniti (bandiera)                | P     | Joe Ragland            | 1989 | 183 cm | 80 kg  |  |
| 2  | Serbia (bandiera)                     | AP    | Nemanja Dangubić       | 1993 | 204 cm | 88 kg  |  |
| 4  | Grecia (bandiera)                     | P     | Vasilīs Xanthopoulos   | 1984 | 188 cm | 93 kg  |  |
| 6  | Stati Uniti (bandiera)                | G     | Jermaine Love          | 1989 | 191 cm | 88 kg  |  |
| 7  | Grecia (bandiera)                     | C     | Dīmītrīs Chatzīs       | 2003 | 208 cm |        |  |
| 9  | Stati Uniti (bandiera)                | PG    | Jaylen Hands           | 1995 | 190 cm | 91 kg  |  |
| 11 | Grecia (bandiera)                     | G     | Stelios Poulianitīs    | 1995 | 190 cm | 91 kg  |  |
| 12 | Grecia (bandiera)                     | P     | Giannīs Maragkoudakīs  | 2006 | 182 cm |        |  |
| 14 | Grecia (bandiera)                     | AG    | Leōnidas Kaselakīs     | 1990 | 202 cm | 109 kg |  |
| 15 | Stati Uniti (bandiera)                | C     | Nate Renfro            | 1996 | 203 cm | 93 kg  |  |
| 24 | Stati Uniti (bandiera)                | G     | Kenny Williams         | 1996 | 193 cm | 84 kg  |  |
| 25 | Grecia (bandiera)                     | G     | Alexandros Alexakīs    | 2007 | 192 cm |        |  |
| 32 | Stati Uniti (bandiera)                | C     | Trevor Thompson        | 1994 | 213 cm | 113 kg |  |
| 33 | Grecia (bandiera)                     | AG    | Nikos Chougkaz         | 2000 | 208 cm | 100 kg |  |
| 35 | Grecia (bandiera)                     | C     | Vaggelīs Zougrīs       | 2004 | 202 cm | 113 kg |  |
| 77 | Grecia (bandiera)                     | AP    | Sōtīrīs Stavrakopoulos | 2004 | 203 cm |        |  |

| Allenatore |
| - Vasilīs Spanoulīs |
| Assistente/i |
| - Kōstas Charalampidīs - Kōnstantinos Īliadīs - Charalampos Skouzīs Legenda - (C) Capitano - (IN) Inattivo - Infortunato Roster |

## Mercato

### Sessione estiva
| Acquisti | Acquisti             | Acquisti       | Acquisti         | Acquisti |
| R.       | Nome                 | da             | Modalità         |          |
| -------- | -------------------- | -------------- | ---------------- | -------- |
| P        | Elijah Mitrou-Long   | Aris Salonicco | svincolato       |          |
| P        | Joe Ragland          | Hapoel Holon   | svincolato       |          |
| P        | Vasilīs Xanthopoulos | AEK Atene      | svincolato       |          |
| PG       | Jaylen Hands         | PAOK Salonicco | svincolato       |          |
| G        | Kenny Williams       | AEK Atene      | svincolato       |          |
| AP       | Nemanja Dangubić     | Promitheas     | svincolato       |          |
| AG       | Nikos Chougkaz       | Panathīnaïkos  | rinnovo prestito |          |
| C        | Nate Renfro          | PAOK Salonicco | svincolato       |          |
| C        | Trevor Thompson      | Scafati Basket | svincolato       |          |

| Cessioni | Cessioni              | Cessioni          | Cessioni       | Cessioni |
| R.       | Nome                  | a                 | Modalità       |          |
| -------- | --------------------- | ----------------- | -------------- | -------- |
| P        | Kōnstantinos Mpilalīs | Amyntas           | fine contratto |          |
| P        | Matt Coleman          | Ottawa Blackjacks | fine contratto |          |
| P        | Sylvain Francisco     | Bayern Monaco     | fine contratto |          |
| G        | Marcus Denmon         | Free agent        | fine contratto |          |
| G        | Dīmītrīs Mōraitīs     | Panathīnaïkos     | rescissione    |          |
| AP       | Iōannīs Futros        | Ikaros Esperos    | fine contratto |          |
| AP       | Nikos Persidīs        | Aris Salonicco    | fine contratto |          |
| AP       | Aleksa Radanov        | Runa Mosca        | fine contratto |          |
| AG       | Ian Hummer            | Osaka Evessa      | fine contratto |          |
| C        | Miro Bilan            | Brescia           | fine contratto |          |

### Dopo l'inizio della stagione
| Acquisti | Acquisti      | Acquisti    | Acquisti         | Acquisti   |
| R.       | Nome          | da          | Data             | Modalità   |
| -------- | ------------- | ----------- | ---------------- | ---------- |
| G        | Jermaine Love | Élan Chalon | 18 dicembre 2023 | svincolato |

| Cessioni | Cessioni     | Cessioni | Cessioni         | Cessioni    |
| R.       | Nome         | a        | Data             | Modalità    |
| -------- | ------------ | -------- | ---------------- | ----------- |
| PG       | Jaylen Hands | Palencia | 14 febbraio 2024 | rescissione |